# Josh Harrop
Joshua Andrew Harrop (Stockport, 15 dicembre 1995) è un calciatore inglese, centrocampista svincolato.

## Caratteristiche tecniche
È un trequartista.

## Carriera

### Club
Cresciuto nel settore giovanile del Manchester Utd, il 21 maggio 2017 ha esordito in prima squadra disputando l'incontro di Premier League vinto 2-0 contro il Crystal Palace e andando a segno dopo 15 minuti.
Il 23 giugno seguente viene ceduto a titolo definitivo al Preston N.E.

### Nazionale
Ha giocato nella nazionale inglese Under-20.